# Micah Rowe
Micah Rowe (Houston (Texas), 14 april 1981) was een Amerikaanse jeugdacteur.

## Biografie
Rowe begon in 1986 met acteren in de film A Smoky Mountain Christmas. Hierna heeft hij nog enkele rollen gespeeld in televisieseries en films. In 1991 heeft hij voor het laatst geacteerd, wat hij hierna gedaan heeft is niet bekend.

## Filmografie[1]

### Films
- 1991 Saturday's - als Drew
- 1990 The Last of the Finest – als Justin Daly
- 1989 Worth Winnig – als Bryan
- 1986 A Smokey Mountain Christmas – als Buster

### Televisieseries
- 1991 Dear John – als jongen – 1 afl.
- 1991 Beverly Hills, 90210 – als Spencer Scanlon – 1 afl.
- 1991 My Life and Times – als jongen – 1 afl.
- 1991 Full House – als klasgenoot – 2 afl.
- 1991 Saturday's – als Drew – 1 afl.
- 1990 Ferris Beuller – als Timmy – 1 afl.
- 1990 Coach – als Joey – 1 afl.